# Pelecopsis laptevi
Pelecopsis laptevi là một loài nhện trong họ Linyphiidae.
Loài này thuộc chi Pelecopsis. Pelecopsis laptevi được miêu tả năm 1986 bởi Andrei V. Tanasevitch & Fet.